# إدريس داود سلمان
الدكتور إدريس داود سليمان وهو المعروف بالدكتور إدريس الحاج داود، ولد في مدينة الموصل في منطقة الساعة عام 1934م.

## النشاة العلمية
كان ومنذ صغره عاشقا للعلم والتعلم ولقد أمضى سنين حياته في قراءة الكتب الشرعية والعلمية، وتتلمذ على يد عدة علماء ومشايخ من الموصل والعراق، ومن أمثال الشيخ أمجد الزهاوي والشيخ محمد محمود الصواف، ثم انهى المرحلة الإعدادية عام 1952 ليدخل كلية العلوم قسم الرياضيات في جامعة بغداد، وأمضى سنتين فيها وقرر ان ينقل دراسته إلى كلية الطب في جامعة اسطنبول في تركيا وذلك عام 1954م.
وبعد ان امضى ستة سنوات فيها تخرج عام 1960م، وخدم في الجيش العراقي بصفة ضابط احتياط لسنة واحدة وعين مقيما في مستشفى الجمهوري عام 1961، وامضى ثلاث سنوات ومن ثم طلب الاستقالة ليزاول مهنة الطب بصفة مستقلة عام 1964 حتى عام 2003 لينتقل بعدها إلى الميدان السياسي.

## الحياة الدعوية
انضم إلى جماعة الإخوان المسلمون في العراق عام 1952 على يد حافظ سليمان والشيخ محمد محمود الصواف رحمهما، وازداد نشاطه عند انتقاله إلى بغداد وانضمامه إلى صفوف جمعية الأخوة الإسلامية التي انشاتها الجماعة برئاسة الشيخ محمد محمود الصواف انذاك.
اكمل مسيرة الدعوية في إسطنبول عام 1954 ليكون أحد المؤسسين لتنظيم الاخوان المغتربين في تركيا، حيث انشأ العديد من الاسر والتجمعات وكسب العديد من الشباب ويشهد له من صاحبه من اطباء العراق في تلك الفترة بحماسه وغيرته على الدين خصوصا ما كانت تعانيه تركيا من فساد.
عاد للعراق عام 1960 ليواصل مشواره الدعوي حيث كان أحد اركان التنظيم الاخواني وبسبب نشاطه الدعوي اعتقل من قبل أعضاء حزب البعث العربي الإشتراكي أكثر من مرة ابرزها عام 1979 وعام 1994 وواجه مع اخوانه العديد من الضغوطات لكنه واصل كفاحه مع بقية الدعاة.
بعد غزو العراق وسقوط بغداد في عام 2003م. واعلان الحزب الإسلامي العراقي انتخب مسؤولا لمركز مدينة الموصل للاعوام 2003-2005 من ثم رئيسا لمؤسسة النهرين للإغاثة والتنمية عام 2005 ليساعد المنكوبين والمتضررين من أبناء البلد في تلعفر والقائم والفلوجة وراوة.
انتخب عضوا في البرلمان العراقي عن محافظة نينوى كممثل عن جبهة التوافق العراقية عام 2006 آملا بنهوض بلده وانقاذه من الفوضى وما آل إليه العراق من تدهور للأوضاع ورغبة منه في إصلاح الوضع.

## وفاته
توفي في يوم الثلاثاء الثاني من محرم الحرام 1427 الموافق الواحد والثلاثين من شهر كانون الثاني 2006 بعد عودته من فريضة الحج اثر نوبة قلبية.
شيعه محبوه وتلامذته واخوانه واهل مدينته مدينة الموصل الحدباء واعينهم تفيض من الدمع وهم يفقدون أحد اركان هذه المدينة وابن من ابنائها البررة ومن أفضل رجالاتها تاركا بذلك وراءه اجيالا تشهد له بعلمه وخلقه.